# 堆肥
堆肥（たいひ）とは、易分解性有機物が微生物によって完全に分解された肥料あるいは土壌改良剤のこと。有機資材（有機肥料）と同義で用いられる場合もあるが、有機資材は易分解性有機物が未分解の有機物残渣も含むのに対し、堆肥は易分解性有機物が完全に分解したものを指す。
英語ではコンポスト (compost) と呼び、本項でも堆肥とコンポストを同義として扱う。なお、生ごみ堆肥化容器の生成物である堆肥（コンポスト）が転じて、生ごみ堆肥化容器をコンポストと呼ぶ場合がある。
堆肥が出来る過程は堆肥化を参照。

## 堆肥の効果
堆肥には土壌の化学性、物理性、生物性を改善する効果がある。
土壌の化学性の改善
窒素・リン酸・カリウム（肥料の三要素）の供給。さらに石灰や苦土（マグネシウム）等の多量要素やホウ素や鉄等の微量要素を含めて、肥料分の直接供給源になる。また、堆肥が分解される過程で生成される土壌有機物は保肥力の向上にも効果がある。
土壌の物理性の改善
土が軟らかくなるため通気性、水持ち、水はけが良くなり、植物の根の伸長や養水分の吸収が改善される。土壌の団粒形成を促進して土壌の物理性を改善し、作物の根圏の環境をよくする。
土壌の生物性の改善
堆肥の分解者（土壌動物や菌など）が増えることで生物相が豊かになり害虫や有害な病原菌の繁殖を抑える。
以上は相互に関連しており、堆肥によって土壌の通気性や保水性など物理性が改善することで微生物の活動環境がよくなる効果もある。また養分を吸着保持し、作物に有害なアルミナや重金属と結合して植物の根を守る効果もある。
生産面では環境に配慮した安全・安心な農産物を求める消費者ニーズに対応することができる効果もある。植物体の活力が高まるため生産物の食味や色、貯蔵性などがよくなる効果もあるとされる。

## 堆肥化の過程

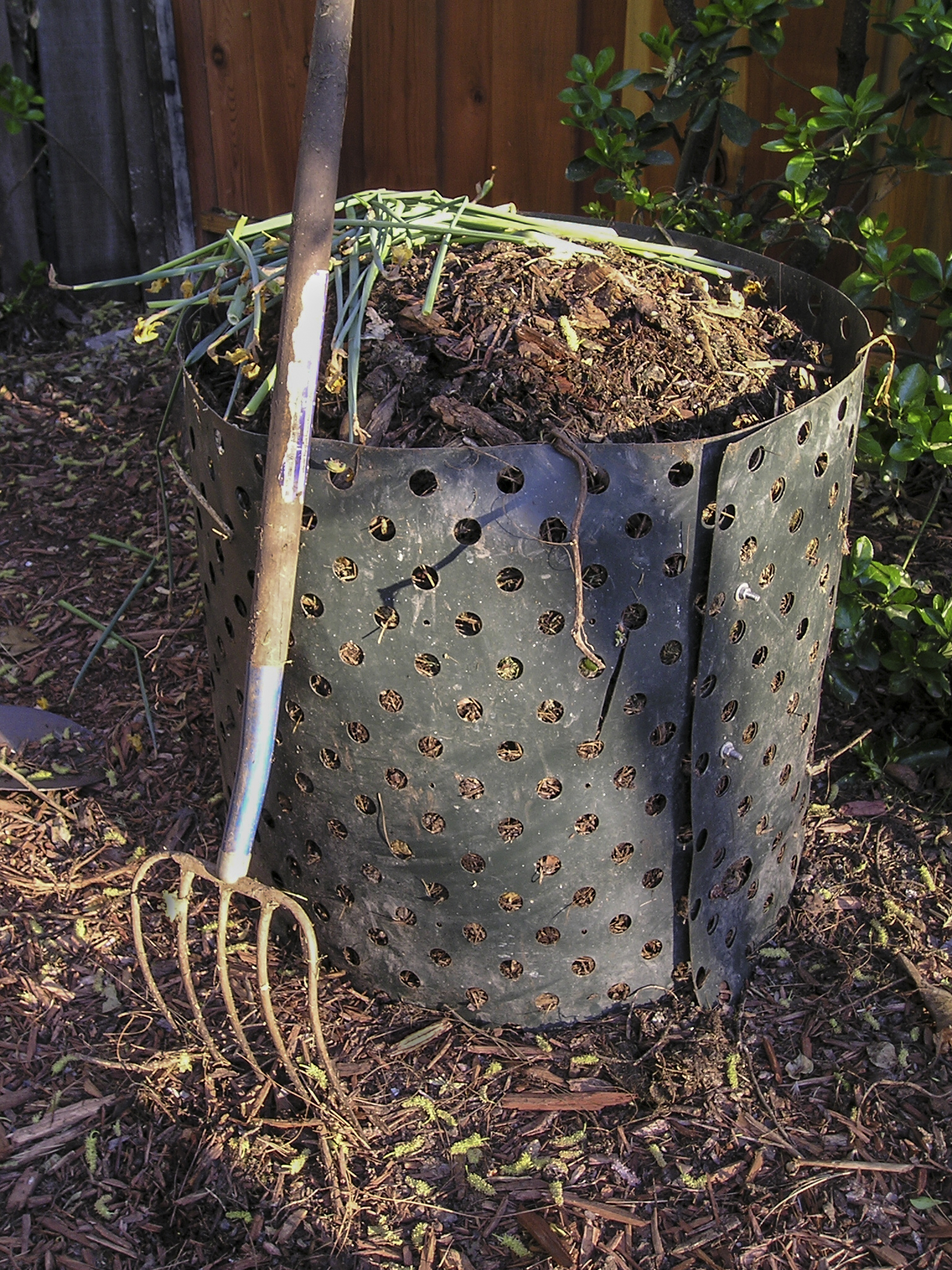
市販の堆肥入れ

堆肥化とは堆肥を作ることであり、その定義は「生物系廃棄物をあるコントロールされた条件下で、取り扱い易く、貯蔵性良くそして環境に害を及ぼすことなく安全に土壌還元可能な状態まで微生物分解すること」である (Goluke, 1977) 。あるコントロールされた条件下とは、堆肥化を行う微生物にとって有意な環境を人為的に作ることを意味している。また、有機物分解が不完全な状態では肥料として様々な問題を持つ。これらの問題が起こらなくなるまで人為的に分解を進めることが堆肥化である。
堆肥化微生物の活動を活発にするためには、次の条件を整えることが必要となる。炭素と 窒素のバランス（C/N比）、含水率、pH、温度及び酸素である。上記の条件が最適ではなかった場合、分解速度が落ちたり、製品の品質低下につながり、作物の窒素飢餓を招く。

### 速成堆肥
化学肥料を使って作られる堆肥で、1960年代に地力を維持させるうえで堆肥の必要性が再認識されたことから、無蓄農家で余る藁と市販の窒素肥料を使用して普通より早く腐熟させた堆肥である。
作り方は積み上げる前日までに十分湿らせた藁375㎏に対し、腐熟を促進させる窒素肥料（特に石灰窒素がよい）1.5㎏（重量比250：1）を交互に加えて積み上げ、保温と乾燥を防ぐため被覆し、2-3週間目に一度積み替えかき混ぜ、約6週間ほどで中熟堆肥となる。

### 堆肥の熟度
作物により必要な堆肥の熟度は異なる。堆肥の熟度が進むと原料の形状はほとんどなくなり水分も50%前後になる。

## 堆肥の品質基準
家畜ふん堆肥など堆肥の原料は様々で、肥料成分も多様であり、堆肥の使用目的や要求される条件も異なるため、どの堆肥がよいかは作物や土壌の状況に合わせて総合的に判断する必要がある。堆肥を作る立場では流通・散布時の取り扱いやすさが重視されるため、発酵が進み、水分が少なく、手触りがサラサラとしていて、においが少ないほうがよい堆肥とされる。また、堆肥を使う立場では、堆肥の肥料成分や土壌改良効果、安全性、価格や入手面のコストが重視され、堆肥に期待する効果が肥料成分の供給か土壌改良（土壌の物理性の改良）かによっても異なる。
有機物
「家畜ふん堆肥の推奨基準」（全国農業協同組合連合会、1994年）での推奨基準値は60%以上である。
C/N比
堆肥中の炭素と窒素の割合を示したもの。堆肥中の炭素は炭水化物に由来し、わらや落ち葉、おがくず、バークなど植物質を主原料とする堆肥は炭素を多く含むためC/N比の値が大きい。一方、堆肥中の窒素はたんぱく質に由来し、家畜糞や肉や魚の残渣など動物質を主原料とする堆肥は窒素が多いためC/N比の値が小さい。
窒素が多くC/N比の値が小さい堆肥は「肥料効果型」の堆肥とされている。ただし、C/N比の値が小さすぎると発芽時の濃度障害、根の発達不良、土壌病害発生などを起こすおそれがある。
窒素が少なくC/N比の値が大きい堆肥は、土の団粒化による通気性や保水性の改善に効果がある「根づくり効果型」の堆肥とされている。ただし、C/N比の値が大きすぎると有機物分解のために窒素が消費されてしまい作物が成長不良となるおそれがある。「家畜ふん堆肥の推奨基準」（全国農業協同組合連合会、1994年）での推奨基準値は30以下である。
重金属濃度
銅と亜鉛の濃度。これらは、作物にとって必要な微量要素であるが多すぎると作物に害を与える。「家畜ふん堆肥の推奨基準」（全国農業協同組合連合会、1994年）での推奨基準値は銅600ppm以下、亜鉛1,800ppm以下である。
電気伝導率（EC）
堆肥に含まれるイオンの量。「家畜ふん堆肥の推奨基準」（全国農業協同組合連合会、1994年）での推奨基準値は5.0dS/m以下である。

## 堆肥の種類

### 家畜ふん堆肥
最も堆肥化が行われているものが、家畜ふんの堆肥化である。使用されるのは主に牛ふん堆肥、豚ふん堆肥、鶏ふん堆肥である。
- 牛ふん堆肥は水分が高く速効性の肥料成分は少ない一方、難分解性有機物含量と緩効性の肥料成分が高い[6]。牛ふん堆肥では牛に給餌する飼料に粗飼料が多いとカリウムは高くなる一方、窒素、りん酸、石灰は低くなり、土壌中での分解も遅くなる[6]。一般的に豚ふん堆肥、鶏ふん堆肥よりもリグニンや炭水化物が多く窒素の肥効率は低い[6]。
- 豚ふん堆肥は、窒素は鶏ふん堆肥よりは少なく、牛ふん堆肥よりは高く、石灰は牛ふん堆肥よりも高く、カリウムは牛ふん堆肥よりも低い傾向にある[6]。また、豚ふん堆肥は、一般的に銅や亜鉛含量が他の畜種の堆肥よりも高い[6]。
- 鶏ふん堆肥はC/N比が小さく、石灰含量が他の畜種の堆肥よりも高い[6]。鶏ふん堆肥には木質系資材を混合したものと混合していないものとがあり肥効が異なる[6]。なお、堆肥は日本では肥料の品質の確保等に関する法律上の特殊肥料に分類されるが、肥料成分の含有量等が保証された一部の鶏ふんは普通肥料である「加工家きんふん肥料」として登録・販売されている[5]。

豚ふん堆肥と鶏ふん堆肥は水分が低く、特にりん酸の肥料成分が多いが難分解性有機物含量は少ない（炭水化物は豚ふん堆肥と鶏ふん堆肥で同程度）。豚ふん堆肥と鶏ふん堆肥は肥料系、牛ふん堆肥は土づくり系の資材とされている。

### 稲わら堆肥
稲わらは堆肥化しやすいがC/N比が60～70程度となるため、窒素源を加えてC/N比を30～40程度まで低下させて腐熟を進行させる必要がある。

### もみがら堆肥
もみがらは稲わらに比べて堆肥化しにくく、C/N比調整の窒素源として家畜ふんを用いて腐熟を進行させる必要がある。

### 木質堆肥

#### せん定枝堆肥
リンゴなど果樹の剪定枝をチッパーで粉砕して窒素源として鶏ふんや石灰窒素を混ぜて堆肥化させたもの。

#### バーク堆肥
針葉樹のバークを原料にした堆肥で、腐熟が難しい堆肥原料であるが、保水力や保肥力など物理性の土壌の改良効果が高いため利用されている。樹皮だけを発酵させたものと、樹皮に家畜ふんを加えて発酵させたものがある。

### 生ごみ堆肥
ゴミの減量化などを目的として、企業から排出される生ゴミを堆肥化する施設が建設されている。また、一般家庭でもコンポスターを使用して生ゴミの堆肥化が行われている。窒素・リン酸・カリウムの含有はやや低い。さらに、生ごみと共に紙ストローや新聞紙、ティッシュ、段ボールなどをきめ細かくした紙ごみ（感熱紙、ノーカーボン紙、裏カーボン紙、防水加工のされている紙、粘着テープのついたもの、圧着ハガキ以外の紙ごみ）を、そのまま土に還す、もしくは水で少し湿らせて土に還すことができる。

## 堆肥の位置づけ

### 各有機質肥料
堆肥は動植物性の有機物を原料とする有機質肥料の一種である。有機質肥料には他に動植物質肥料（魚粕粉末、菜種油粕、骨粉など）や有機副産物肥料（汚泥肥料など）もあるがこれらとは区別される。

#### 下肥
下肥（しもごえ）は、ほとんどの場合、未加工の人間の廃物（人糞及び人尿）を肥料として用いることを指す。長年日本では野菜等連作を行う肥料として使用していたが、1935年には、神奈川県川崎市で水道水に肥料（糞尿）起源の赤痢菌が混入、大規模な赤痢感染を引き起こした（川崎市の赤痢）こともあり、病原菌等の拡散源になる可能性など衛生面でも問題視される。

#### 厩肥
厩肥（きゅうひ）とは家畜などの糞尿や敷藁を原料とした肥料の意味である。
中世の日本では、武士が軍事用に飼育していた馬から排泄される馬糞を、自己や支配下の領民の田畑への肥料として用いていた。

#### Humanure
Humanureは農業用かその他の目的で、堆肥化されて再利用される人間の廃物を指す新語である。この語はジョセフ・ジェンキンズによるこの有機土壌改良剤の利用を説く1999年の本「Humanureハンドブック」によって知られるようになった。
Humanureは廃棄物処理施設で処理される古典的な下水とは異なり、（下水は工業やその他の発生源から出る廃棄物も含んでいる）糞尿、紙、及び追加の炭素を含む物質（おがくずなど）で構成される。
Humanureは人間から出た廃物が適切に堆肥化されている限りは、作物に用いても人体には安全である。これは、廃物が好熱性の分解が、有害な病原体を除去するまで十分に加熱する、及び/または、新しい肥料が加わってから微生物学的活動がほとんどの病原体を殺すのに十分な時間が経過していなければならないことを意味する。作物に用いても安全にする目的で、しばしば植物毒素を取り除くために二段階目の中温過程が必要になることがある。
Humanureは、下肥（作物に散布される未加工の人間の廃物）とは別のものである。

### 乾燥ふん
堆肥と同じ特殊肥料に分類されているため混同されやすいものに乾燥ふんがある。乾燥ふんは家畜のふん尿を乾燥させたままの肥料で、易分解性有機物が多量に残存しており、堆肥と同じように使用すると作物の発芽や生育に悪影響を及ぼすことがある。また、乾燥ふんは吸湿すると強烈な悪臭を発することがある。

## 堆肥の課題
堆肥由来の雑草・害虫・病原菌の問題
家畜ふん堆肥に求められる安全性や品質に、堆肥由来の雑草・害虫・病原菌の問題がないことが挙げられる。材料が雑草そのものである場合、堆肥化の過程で雑草種子が生き残ることがある場合がある。また、家畜糞が材料である場合、飼料中に混入している雑草種子が生存している可能性がある。雑草種子が生きている堆肥を施用した場合、圃場に雑草が繁茂する原因になる。家畜ふん堆肥のポイントとして堆肥化時に発酵温度が60℃以上が2日以上維持されていたことが目安とされている。
散布時の悪臭の問題
散布時の悪臭を防ぐため、未熟な堆肥を避けたり、乾燥しすぎず粉塵の少ない堆肥を用いることが好ましい。
未熟堆肥による障害
未熟な堆肥を施用すると様々な障害を及ぼす恐れがある。
- 窒素飢餓-堆肥の成分は、炭素と窒素の割合(C/N比)で評価される。未熟な堆肥は、炭素成分の分解が完全ではないため、土壌中に窒素飢餓を及ぼす恐れがある。
- 酸素障害-易分解性の有機物が完全に分解されていない堆肥を施肥すると、土壌中で有機物の分解が起こり酸素障害が作物の根や土壌生態系に大きな打撃を与える。

重金属問題
重金属類の濃度が低いものを用いる。
カリウムの放出
カリウムは、細胞中にイオンの形で存在する。そのため、生物が死ぬと細胞からカリウムは容易に溶出する。これは、様々な有機物に取り込まれている窒素とは大きく違う点である。窒素のみに注目すると、堆肥は緩効性肥料であるが、カリウムのみに注目すると、堆肥は速効性肥料である。そのため、堆肥の施用量は、堆肥に含まれているカリウムの量に制限される。しかし、通常、堆肥だけを肥料とすることは行われない（堆肥だけを肥料とすると、窒素成分が不足するからである）。そのため、カリウム過剰が発生しやすくなる。
なお、堆肥を数年雨ざらしにしておくことで、カリウムは雨に溶けて流亡する。このような堆肥を施用してもカリウム過剰にはならない。但し、堆肥から流れたカリウムが地下水汚染につながることもある。なお、日本では一定規模の畜産農家が堆肥を雨ざらしの状態で積んでおくことは、家畜排せつ物法によって禁止されている。
抗生物質
動物用の医薬品が家畜に投与された時の排泄物は、抗生物質が含まれている。この抗生物質入りの排泄物で作った堆肥の安全性はまだ明らかにされていない。
オガクズ堆肥
オガクズには作物に悪影響を与えるフェノール性酸が含まれるため、これを問題視する声がある。しかし、十分に堆肥化を行えば、障害は起こらないとの報告もある。
塩類問題
生ゴミ、家畜ふんには塩分が含まれる。そのため、作物に塩類濃度障害が起こる可能性が指摘されている。

## 堆肥の生態系
堆肥の製造とは、有機物分解のための適切な生態系を創造するということでもある。堆肥化を効率的に行うためには、分解生物群の活動に適切な環境を維持しなければならない。堆肥の原料は、直接的に有機物を分解する微生物に加え、その分解者を捕食する生物にも住処も提供している。また、彼らの排出物も、分解というプロセスの一部である。
分解を行う生物のうち、もっとも直接的に働くのはバクテリア等の微生物である。その中でも、菌類、糸状菌、原生生物、放線菌（分解される有機物中にしばしば白い繊維状に見えるバクテリア）等が重要である。また、ミミズ、アリ、カタツムリ、ナメクジ、ヤスデ、ワラジムシ、トビムシなども、有機物の消費、分解に寄与する。ムカデや他の捕食者はこれらの分解生物を餌とする。